# ダックバーグ
ダックバーグ（Duckburg）は、ディズニーのコミックブックおよびアニメ作品に登場する架空の都市で、ドナルド・ダック、スクルージ・マクダック、ヒューイ・デューイ・ルーイ、デイジーダックたちが住んでいる。
この街は1944年のカール・バークスによる漫画Walt Disney's Comics and Storiesの #49で初めて言及された。

## 歴史
ダックバーグという街は、カールバークスや、ダックシリーズの漫画を制作しているドン・ローザといった多くの漫画家たちによって描かれてきた。
ダックバーグという街はもともと、16世紀にイギリスの開拓者フランシス・ドレークによって建てられた城砦"Fort Drake Borough"だった。なお、ドレークという名前はオスのアヒルを表し、 "borough"は"burg"の類義語である。
19世紀、それまでそこにいたイギリス人に代わって定着したコーネリアスクートによって現在の名前となった。
その後も静かで小さな町だったが、裕福な実業家スクルージ・マクダックがコーネリアスの子孫ケーシークートから古い砦のある丘を買い取り、巨大金庫の建設を始め、ダックバーグとその周辺で様々な事業を展開したことで人口が増え、数十年の間に小さな町から大きな都市へと変貌した。
カリソタ州の中でもっとも大きな都市ではあるが、州庁や立法機関などの言及がないことから州都ではない。
また、ダックバーグに市長とおぼしき人はいるが、都市国家ではない。
ダックバーグ大使館について言及された回は少なくとも1つはあることから、ダックバーグは法的にはアメリカ合衆国の枠外にある。バークスによる大使館を扱った回には、緑地に白いあひるが描かれたダックバーグの旗があった。
カリソタ州には、グーズタウンという街があり、ダックバーグとは長い間ライバル関係にある。

## 備考
- 1987年のテレビアニメ『わんぱくダック夢冒険』におけるダックバーグの設定は漫画版をもとにしている。
- 1990年のテレビアニメ『クワック・パック』においてダックバーグが登場した際、人口の大半は人間であり、ドナルド一行と言った擬人化された動物は少なかった。また、巨大金庫が見当たらない。
- ダックバーグは、コンピュータゲーム『Donald Duck: Goin' Qu@ckers*!』では第2ステージだった。
- 『ダックにおまかせ ダークウィング・ダック』においてダックバーグという街自体は出てこなかったが、わんぱくダック夢冒険にも登場したことのあるギズモダックがこの番組の中で、ダックバーグが自身の故郷であることをダークウィングに話した。また、ギズモダックのダックバーグからの行き先を示す広告には少しだけだがスクルージの姿も見える。
- ダックバーグは1988年から1996年までウォルト・ディズニー・ワールドのテーマパーク、マジック・キングダムの「ミッキーのバースデーランド」（のちに「ミッキーのスターランド」に改名）の舞台としてつかわれた。 この舞台には Grandma Duck's Farm や w:Cornelius Cootの像もあったが、新興都市というより田舎町だった。「ミッキーのスターランド」は1996年に「ミッキーのトゥーンタウン・フェア」として再オープンし、ダックバーグとの関係はなくなったが、 Cornelius Coot像は残った。